# Kasper Søndergaard
Kasper Søndergaard Sarup, född 9 juni 1981 i Breum, Skive kommun, är en dansk tidigare handbollsspelare (högernia). Han spelade 184 landskamer och gjorde 395 mål för Danmarks landslag, från 2004 till 2017. Sedan 2020 är han assisterande tränare för Skjern Håndbold.

## Klubbar
- Østsalling
- Skive fH
- Ikast-Bording Elite Håndbold (–2003)
- Århus GF (2003–2007)
- KIF Kolding (2007–2011)
- Skjern Håndbold (2011–2020)